# Savoie (departma)
Savoie (frankoprovansalsko Savouè d'Aval, oznaka 73) je francoski departma ob meji z Italijo, imenovan po zgodovinski pokrajini Savoji. Nahaja se v zgodovinski regiji Rona-Alpe, od 1. januarja 2016 v regiji Auvergne-Rona-Alpe.

## Zgodovina
Departma je bil ustanovljen po priključitvi Savojskega vojvodstva k Franciji 24. marca 1860.

## Geografija
Savoie (Savoja) leži v vzhodnem delu bivše regije Rona-Alpe ob meji z Italijo. Na jugu meji na departma Hautes-Alpes regije Provansa-Alpe-Azurna obala, na zahodu na departma Isère, na severu na Rono in Visoko Savojo, medtem ko na vzhodu meji na italijansko Dolino Aoste in Piemont.
Pod gorskim prelazom Col d'Iseran na višini 2770 m izvira reka Isère, ki pri svojem toku skozi ozemlje departmaja ustvari jezeri lac de Bourget (največje naravno jezero v Franciji) in lac d'Aiguebelette.